# Дунай-Иллер-Рейнский лимес
Дунай-Иллер-Рейнский лимес — обширная система оборонительных сооружений времён Римской империи, обустроенная в позднем III веке н. э. после падения верхнегерманско-ретийского лимеса. В узком смысле слова обозначает цепь укреплений между Боденским озером (лат. Lacus Brigantinus) и Дунаем (лат. Danubius); в расширительном толковании — также прочие позднеримские оборонительные сооружения на Рейне (лат. Rhenus) и Дунае.

## География лимеса
В первую очередь, набеги алеманнов в середине III века заставили задуматься о стратегии военной защиты северо-западных границ Империи. Верхнегерманско-ретийский лимес, не задумывавшийся как серьёзная оборонительная линия, был оставлен после 260 года. Военные соединения римлян заняли теперь гораздо более удобные для обороны позиции по берегам рек, прежде всего Рейна, Дуная и Иллера (лат. Hilaria), умело используя особенности местного ландшафта. Наряду с восстановлением каструма в Виндониссе (современный Виндиш) около 256 года, начиная примерно с 285 года была выстроена целая сеть каструмов вдоль Дуная, Иллера, Верхнего Рейна и на Боденском озере, в том числе лат. Basilia (Базель), Augusta Raurica (Кайзераугст), Tenedo (Бад-Цурцах), Constantia (Констанц), Arbor Felix (Арбон), Brigantium (Брегенц) и Caelius Mons (Келльмюнц-на-Иллере).

## Дунай-Иллер-Рейнский лимес в римской оборонительной тактике
Невыясненным, однако, остаётся вопрос, началось ли строительство уже при императоре Пробе, как о том свидетельствует надпись из Аугсбурга, прославляющая его как лат. restitutor provinciarum et operum publicarum, либо — что более вероятно — при Диоклетиане и его соправителях. В пользу последней версии свидетельствуют археологические находки: монеты и различного рода посвящения. Так, согласно одной из надписей, постройка каструма Тасгетиум относится к промежутку между 293 и 305 годами. Диоклетиан и после него Константин в ходе военной реформы применили новый метод охраны границы, функционально разделив легион на лимитанов — небольшие отряды, расположенные в многочисленных каструмах непосредственно на границе, и на комитанов — наиболее боеспособные части мобильного характера, в случае необходимости выдвигавшиеся к месту конфликта из внутренних областей. Таким образом, с одной стороны, численность непосредственной пограничной стражи была в каждом отдельном случае уменьшена, а с другой — было увеличено число самих каструмов и сторожевых башен, так называемых лат. burgi, для лучшего контроля за ситуацией. Некоторые каструмы на Рейне обеспечивали, кроме того, безопасность переправы на северный берег, имея на другой стороне реки небольшое укрепление, как например в Тасгетиуме или в Могонтиакуме (современный Майнц); другие же каструмы, вроде каструма Лоподунум (современный Ладенбург), были доступны только с воды. Функция таких позднеантичных оборонительных сооружений, как показывает число малых крепостей и сторожевых башен, состояло не в защите от массированного нападения, сдержать которое они не были в состоянии, но скорее в наблюдении и в отпугивании отрядов мародёров. Вплоть до IV века (точно до 378 года) римская армия регулярно предпринимала также карательные, либо превентивные походы по ту сторону лимеса (например при Юлиане Отступнике или Грациане) с целью устрашения, наказания, либо предотвращения скоординированной атаки против римских владений.

### Интернет-источники
- Карта и история Дунай-Иллер-Рейнского лимеса на персональной странице Antikefan